# Cooper T24
La Cooper T24 è una monoposto di Formula 1 realizzata dalla scuderia britannica Cooper per partecipare alle stagioni 1953 e 1954 dell'omonimo campionato.
Progettata da Owen Maddock e costruita dalla Cooper, prese parte con alla guida Peter Whitehead a due gran premi in Gran Bretagna: nel 1953 in cui finì nona e nel 1954 dove si ritirò.